# Nyan koi!
Nyan koi! (に ゃんこい!) est un manga créé par Sato Fujiwara dont la publication a débuté le 10 août 2007. Il a reçu une adaptation en anime, produite par le studio AIC et diffusée pour la première fois le 1er octobre 2009.

## Synopsis
Junpei Kōsaka est un lycéen qui méprise les chats à cause de sa forte allergie envers eux. Un jour, en rentrant chez lui, Junpei met un coup de pied dans une canette vide, mais il rate la poubelle et décapite malencontreusement la statue d'un dieu local "Jizo" (divinité gardienne des chats). Maudit par le dieu, il peut maintenant comprendre ce que disent les chats dont la chatte que possède sa famille, Nyamsus. Toutefois, s'il ne remplit pas 100 vœux de chats, il se transformera en un chat lui-même, et selon sa théorie personnelle il mourra de sa propre allergie.

## Personnages

### Humains
Junpei Kōsaka (高坂 潤平, Kōsaka Junpei)Voix japonaise : Shintarō Asanuma
Personnage principal de la série. Il souffre d'une allergie chronique aux chats et ses symptômes apparaissent dès qu'un chat s'approche de lui. Il vit avec sa mère, sa petite sœur et, malgré lui, leur chat Nyamsus. Comme si ce n'était pas déjà assez, un jour alors qu'il rentrait chez lui, il brisa accidentellement la statue d'une divinité gardienne des chats. Depuis, il est capable de comprendre les chats. Ces derniers l'informe de la faute qu'il a commise et de ce qu'il risque de lui arriver s'il ne se repent pas rapidement : il sera transformé en chat. Afin d'apaiser la divinité, il doit désormais apporter son aide aux chats en difficulté, tout en s'assurant que personne ne découvre qu'il est maudit (ce qui s'avèrera difficile au vu des situations dans lesquels les chats l'embarqueront).
Junpei a eu le coup de foudre pour Kaede et a du mal à le cacher, mais malheureusement pour lui, elle, comme la plupart de son entourage, a un faible pour les chats.
Kaede Mizuno (水野 楓, Mizuno Kaede)Voix japonaise : Yuka Iguchi
Kaede Mizuno est une camarade de classe de Junpei. Elle est très sportive et intelligente, mais un peu étourdie et naïve. Elle aime beaucoup les chats, mais sa famille possède quatre chiens et ne peut donc pas s'occuper d'un chat. Elle se rattrape en jouant avec les chats errants qu'elle rencontre, mais ces derniers ont tendance à l'éviter à cause de l'odeur de ses chiens qu'elle transporte.
Kaede est aussi très superstitieuse et elle est effrayée par les choses se rapprochant de l'occulte. D'un autre côté, elle aime les hommes virils et regarde souvent des séries de gangster.
Kanako Sumiyoshi (住吉 加奈子, Sumiyoshi Kanako)Voix japonaise : Ryōko Shiraishi
Kanako est une camarade de classe de Junpei et aussi son amie d'enfance. À la suite d'un malentendu à l'école primaire, elle et Junpei sont devenus des ennemis. Au lycée, Kanako externalise son mécontentement vis-à-vis de Junpei en arborant le style Yamanba et en lui menant la vie dure. Ils finissent cependant par lever le malentendu et Kanako laisse tomber le style Yamanba pour un style plus normal. Malgré la rupture passée, elle éprouve des sentiments pour Junpei et essaye d'attirer son attention, malgré le fait qu'elle soit pleinement consciente qu'il soit amoureux de Kaede, qui de plus est l'une de ses meilleures amies.
Nagi Ichinose (一ノ瀬 凪, Ichinose Nagi)Voix japonaise : Yū Kobayashi
Nagi est un senpai de Kaede dans l'équipe de course de l'école, mais aussi l'héritière d'une famille de Yakuza originaire de Kyoto. Elle s'est forgée une attitude de garçon manqué depuis qu'elle s'est faite rejetée par son premier amour qui l'a prise pour un garçon à cause de son apparence assez masculine.
Nagi est très effrayée par le tonnerre et la foudre, peur due au traumatisme d'avoir vue son grand-père se faire frapper par la foudre à plusieurs reprises lorsqu'elle était plus jeune.
Tout d'abord ennemie de Junpei, qu'elle provoque en duel pour avoir rendu Kaede triste, elle finit par tomber amoureuse de lui et tente de le faire sienne. Elle se rend rapidement compte qu'il n'est intéressé que par Kaede et elle finit par soutenir leur relation en arrangeant des plans pour lui. Elle ne semble cependant pas vouloir laisser tomber et essaye toujours de se l'approprier.
Chizuru Mochizuki (望月 千鶴, Mochizuki Chizuru)Voix japonaise : Rina Satō
Chizuru est une étudiante de troisième année à la fac qui travaille en tant que factrice lorsqu'elle ne doit pas suivre de cours magistraux. Elle a un très mauvais sens de l'orientation et se perd souvent. Elle se met à apprécier Junpei quand ce dernier l'aide à distribuer le courrier dans un district où elle s'était perdue. Elle aime le taquiner et commenter ses "expériences" de jeunesse. Junpei travaillera avec elle en tant que facteur un peu plus tard dans la série.
Kotone Kirishima (桐島 琴音, Kirishima Kotone)Voix japonaise : Haruka Tomatsu
Sœur jumelle de Akari et la plus âgée des deux. Elle et sa sœur sont les filles du moine bouddhiste d'un temple local. Malgré son allure sensible et mignonne, elle s'intéresse à Junpei principalement à cause de sa malchance. Elle peut être considérée comme une sadique, dérangée et harceleuse obsessionnelle. Elle sait beaucoup de chose sur Junpei et dans l'anime elle va même jusqu'à poser un mouchard sur lui pour connaître sa position en temps réel.
Akari Kirishima (桐島 朱莉, Kirishima Akari)Voix japonaise : Haruka Tomatsu
Sœur jumelle de Kotone et la plus jeune des deux. Elle et sa sœur sont les filles du moine bouddhiste d'un temple local et elles savent que Junpei est maudit. Contrairement à sa sœur qui a une allure sensible, Akari est assez agressive. Elle est du type Tsundere et est sensible aux choses surnaturelles. Durant son enfance, son affinité avec le surnaturel la poussa à ne pas se mélanger avec les autres enfants, c'est pourquoi elle est devenue assez asociale et à du mal à gérer ses relations avec les autres. Dans l'anime elle possède des pouvoirs magiques, ce qui n'est pas le cas dans le manga.
Akari essaye aussi, tant bien que mal, de modérer Kotone et de l'empêcher de faire des choses louches.
Keizou Kirishima (桐島 啓造, Kirishima Keizou)Voix japonaise : Jūrōta Kosugi
Keizou est le père de Kotone et Akari, mais aussi le moine bouddhiste responsable du temple où réside la divinité gardienne des chats. Malgré le fait qu'il soit moine, il passe souvent son temps libre dans des cabarets.
Suzu Kōsaka (高坂 鈴, Kōsaka Suzu)Voix japonaise : Eri Nakao
Petite sœur de Junpei. Elle et sa mère aime profiter de leur supériorité numérique féminine en taquinant constamment Junpei.
Shizue Kōsaka (高坂 静江, Kōsaka Shizue)Voix japonaise : Makiko Nabei
Mère de Junpei. Elle et sa fille aime profiter de leur supériorité numérique féminine en taquinant constamment Junpei. Elle entretient aussi la correspondance avec son mari, qu'elle tient informé de l'apparition de ses belles-filles potentielles.
Haruhiko Endō (遠藤 晴彦, Endō Haruhiko)Voix japonaise : Jun Fukuyama
Un lycéen de deuxième année et camarade de classe de Junpei. Junpei et lui ont déjà été dans la même classe à l'école élémentaire. Il est un peu pervers et aime jouer à des Eroges.

### Félins
Nyamsus (ニャムサス, Nyamusasu)Voix japonaise : Atsuko Tanaka
Le grand et gros chat de la famille Kōsaka. Il s'agit en fait d'une chatte qui semble assez connue et respectée par les chats du voisinage de Junpei. Même si elle ne le montre pas vraiment, Nyamsus apprécie Junpei et c'est d'ailleurs elle qui lui envoie les chats qui ont besoin de son aide afin de l'aider à lever la malédiction. Elle avoue (à elle-même) qu'elle est reconnaissante à Junpei pour lui avoir permis d'avoir un toit, allant jusqu'à supplier sa mère et ignorer ses allergies. Elle s'inquiète aussi de sa lenteur d'esprit lorsqu'il s'agit de s'apercevoir que Kanako (qu'elle connaît assez, puisqu'elle jouait avec elle lorsqu'elle et Junpei n'était pas encore ennemis) est amoureuse de lui.
Tama (タマ, Tama)Voix japonaise : Jun Fukuyama
Tama est un petit chat appartenant au moine tenant le temple de la divinité gardienne des chats dont Junpei a brisé la statue. Il s'agit d'un rarissime chat mâle calico. C'est une connaissance de Nyamsus qui rapporte lui aussi des requêtes de chats en détresse à Junpei. Il a fait passer le mot à tous les chats du coin, c'est pourquoi Junpei est assez connu de la population féline.
Noir (ノワール, Nowāru)Voix japonaise : Yukari Fukui
Noir est une chatte noire appartenant aux sœurs jumelles Kirishima. Elle reçut moins d'attention (de la part de Keizou) lorsque Tama fût adopté et elle était jalouse de la façon royale dont il était traité à cause de sa race rarissime. Malgré ça, elle entretenait de bonne relation avec lui, même s'ils se disputaient facilement. La raison de son conflit avec Tama semble être l'adoration que ce dernier porte à Nyamsus, et elle serait donc jalouse de Nyamsus.
Joséphine (ジョセフィーヌ, Josefīnu)Voix japonaise : Yusa Kouji
Il s'agit du chat appartenant à Nagi. Malgré son nom, il s'agit d'un mâle. Il s'habille de manière élégante et parle le Kansai-ben. Il souhaite que Nagi agisse de manière plus féminine et demande donc à Junpei de faire en sorte qu'elle tombe amoureuse. Il a aussi une femme qui se trouve dans le domaine de Nagi dans la région de Kyoto.
Masa
Masa appartient également à la famille Ichinose, mais contrairement à Joséphine, il réside normalement à Kyoto, à la maison mère du clan. Il s'est enfui de Kyoto lorsque sa femelle était enceinte. Junpei l'aidera à y retourner après la naissance de son fils, "Komasa" (littéralement "enfant de Masa").
Micchi
Micchi est un ami de Noir qui vit au temple. Il est enrobé et pas très sportif. Néanmoins, il a flashé sur l'une des chattes du temple et doit lui prouver sa force en attrapant un moineau. Junpei commencera à lui donner un entrainement, mais arrêtera vite son coaching pour flirter avec Mizuno. Vexé par le comportement de Junei, Micchi le piègera, mais il s'excusera par la suite et Junpei et lui redeviendront amis. Il suivra alors un entrainement draconien, à tel point qu'à la fin, sa voix s'en trouvera changée, ainsi que son apparence générale.

## Média

### Manga
Le manga a été créé par Sato Fujiwara qui a lancé sa publication dans le webcomic FlexComix Blood de l'éditeur Flex Comix le 10 août 2007.

### Anime
Une adaptation en anime, produite par le studio AIC et dirigée par Keiichiro Kawaguchi a été diffusée du 1er octobre 2009 au 17 décembre 2009, comptant 12 épisodes.

#### Génériques
Générique de début :
Nyanderful! (にゃんだふる！) de Yui Sakakibara.
Générique de fin :
Strawberry ~Amaku Setsunai Namida~ (Strawberry～甘く切ない涙～) de Asami Imai.